# Паратмары
Паратмары (мар. Паратмар) — село в Горномарийском районе Марий Эл Российской Федерации. Входит в состав Виловатовского сельского поселения.
Численность населения — 92 чел. (2010 год).

## География
Располагается в 9 км от административного центра сельского поселения — села Виловатово.

## История
Паратмары являются одним из старинных селений. Впервые упоминается в 1717 году как «деревня Изи Паратмара» с несколькими выселками. В 1916 году была построена деревянная Покровская церковь. В 1939 году церковь была закрыта.

## Население
| 2002 | 2010 |
| ---- | ---- |
| 112  | ↘92  |

## Известные жители
- Аказеев Лев Анисимович (1902—1965) — советский государственный деятель и деятель здравоохранения, врач-хирург.
- Костатеев Гурий Васильевич (1912—2004) —  марийский советский педагог, поэт. Директор Паратмарской семилетней школы (1951—1954). Заслуженный учитель школы РСФСР (1970). Участник Великой Отечественной войны. Член ВКП(б) с 1942 года.